# هم‌ارزی تابشی زمین

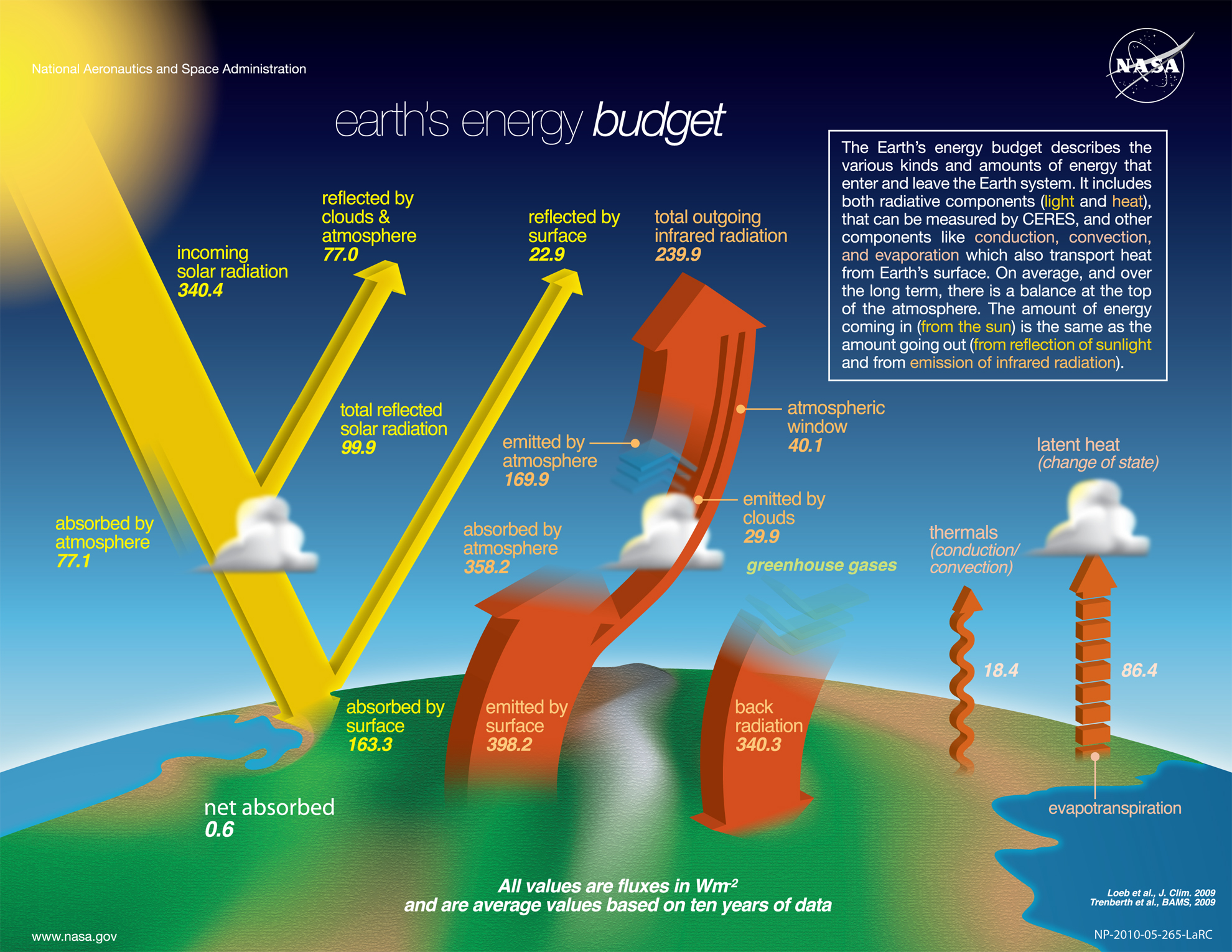
آب و هوای زمین در درجهٔ اول با بودجه انرژی زمین تعیین می‌شود. به عنوان مثال، تعادل تابش ورودی و خروجی. میزان تابش توسط ماهواره‌ها در W / m 2 اندازه‌گیری می‌شود.

هم‌ارزی تابشی زمین یا بودجه انرژی زمین (انگلیسی: Earth's energy budget) بررسی تعادل بین مقدار انرژی که زمین از خورشید دریافت می‌کند (گرمای درونی زمین و نیروهای کوچک تأثیرگذار دیگر، که در واقع مورد توجه هم قرار می‌گیرند، هزار بار کوچکتر هستند) و انرژی‌ای که زمین؛ پس از توزیع در پنج بخش سیستم آب‌وهوایی کره، و در نتیجه داشتن انرژی برای ادامهٔ کار ماشین گرمایی خود، به فضای بیرونی بازتاب می‌دهد. این پنج بخش سیستم: آب، یخ، جو، پوسته صخره ای و همه زیاها تشکیل شده‌است.
برای اندازه‌گیری کمّی دگرگونی‌ها در این مقدارها (آب‌وهوای زمین)، به مدل‌سازی دقیقی از آب‌وهوای زمین نیاز است.
تابش شار موج موج بالایی از جو (TOA)، انرژی دریافتی از خورشید را نشان می‌دهد (۲۶–۲۷ ژانویه، ۲۰۱۲).
پرونده: NPP Ceres Longwave Radiation.ogv
تشعشع شار موج بلند، در بالای جو (جو ۲۶ تا ۲۷ ژانویه ۲۰۱۲). انرژی حرارتی تابش شده از زمین (در وات بر متر مربع) با سایه‌های زرد، قرمز، آبی و سفید نشان داده می‌شود. مناطق درخشان و زرد گرمترین گرم هستند و بیشترین انرژی را به فضا منتقل می‌کنند، در حالی که مناطق آبی تیره و ابرهای روشن سفید بسیار سردتر هستند و کمترین انرژی را از خود ساطع می‌کنند.
پرتوهای دریافتی به گونهٔ ناموزونی در سراسر سیاره توزیع می‌شود، زیرا خورشید مناطق استوایی را بیشتر از مناطق قطبی گرم می‌کند. «جو و اقیانوس بدون وقفه ناموزونی گرمایش خورشیدی را از راه تبخیر آب‌های سطحی، همرفت، بارندگی، وزش باد و گردش آب اقیانوس‌ها، پیوسته خنثی می‌کند.» وضعیت کنونی زمین به تعادل تابشی بسیار نزدیک است، وضعیتی که جریان ورود انرژی خورشیدی با جریان گرمایی که به فضا پس داده می‌شود هم‌ارز است. در چنین شرایطی دمای جهانی نسبتاً پایدار خواهد ماند. در سطح جهانی، در طول سال، به‌وسیلهٔ سیستم‌های زمینی - سطوح زمین، اقیانوس‌ها و جو - به‌طور متوسط در حدود ۳۴۰ وات از انرژی خورشیدی در هر متر مربع جذب، و همچنین به فضا بازتابانیده می‌شود. هر چیزی که میزان انرژی ورودی یا خروجی را افزایش یا کاهش دهد، واکنش آن در پاسخ تغییر در دمای جهانی است.
با این حال، هم‌ارزی انرژی و نوسان گرمای زمین به عوامل زیادی بستگی دارد، مانند ترکیبات جوی (عمدتاً ذرات معلق در هوا و گازهای گلخانه‌ای)، سپیدایی خصوصیات سطح (بازتاب)، پوشش ابری و پوشش گیاهی و چگونگی استفاده از زمین.
دگرگونی‌ها در درجه حرارت سطح زمین با لختی هم‌ارز نبودن بودجهٔ انرژی زمین یا به دلیل عدم تحرک اقیانوس‌ها و کرزوسفر به‌صورت فوری اتفاق نمی‌افتند. شار خالص حرارت نخست با تبدیل شدن به بخشی از گرمای اقیانوس؛ تا زمانی که حالت تعادل تازه بین نیروهای تابشی و واکنش آب‌وهوا برقرار شود، حائلی (ضربه‌گیر) است که در این میان وجود دارد.

## ترازنامهٔ انرژی

یک نمودار سانکی که نشان‌دهندهٔ هم‌ارزی تابشی زمین است که در این بخش توضیح داده شده است - ضخامت خط از نظر رابطه خطی متناسب با مقدار نسبی انرژی است.

با وجود انتقال کلان انرژی دریافتی و خروجی، زمین دمای نسبتاً ثابت را حفظ می‌کند زیرا مقدار خالص افزایش یا کاهش (کسری)، به‌طور کلی بسیار کم است؛ زمین از راه تابش‌های اتمسفری و زمینی خود (که با طول موج‌های الکترومغناطیسی طولانی‌تری منتقل می‌شوند)، تقریباً به همان میزان انرژی که از طریق تابش دریافت می‌کند به فضا می‌فرستد (به‌صورت همه گونه تابش‌های الکترومغناطیسی).
برای تعیین کمیت «بودجه گرما» یا «تراز گرما» ی زمین، همان‌گونه که در تصویر همراه نشان داده شده، تابش دریافتی در بالای جو را ۱۰۰ واحد می‌گیریم؛ (۱۰۰ واحد = حدود ۱۳۶۰ وات در هر متر مربع سطح زمین رو به خورشید). با توجه به سپیدایی زمین، حدود ۳۵ واحد آن به فضا بازتاب شده؛ ۲۷ واحد از بالای ابرها، ۲ واحد از مناطق برفی و پوشیده از یخ و ۶ واحد دیگر از جو. ۶۵ واحد باقی‌مانده جذب زمین می‌شوند؛ ۱۴ واحد آن درون اتمسفر و ۵۱ واحد در سطح زمین. این ۵۱ واحد خود به صورت تابش زمینی به فضا بازتاب می‌شوند: ۱۷ واحد مستقیماً به فضا تابیده می‌شود و ۳۴ واحد در اتمسفر جذب می‌شود (۱۹ واحد از طریق گرمای نهان چگالش، ۹ واحد از راه همرفت و تلاطم، و ۶ واحد مستقیم جذب می‌شوند). ۴۸ واحد جذب شده توسط جو (۳۴ واحد از پرتوهای زمینی و ۱۴ مورد با تایش) سرانجام به فضا تابانده می‌شوند. این ۶۵ واحد (۱۷ واحد از زمین و ۴۸ واحد از اتمسفر) که همان ۶۵ واحد دریافت شده از خورشید است که به منظور حفظ صفر خالص تبادل انرژی برای زمین ضروری است.

### انرژی تابشی ورودی (موج کوتاه)
مقدار کل انرژی دریافتی در هر ثانیه در بخش بالای اتمسفر زمین (TOA) در یکای وات اندازه‌گیری می‌شود و از حاصل ضرب ثابت خورشیدی در سطح مقطع زمین در معرض تابش به‌دست می‌آید. از آن‌جا که سطح یک کره چهار برابر سطح مقطع آن کره (یعنی مساحت دایره) است، متوسط شار TOA یک چهارم از ثابت خورشیدی است و به همین ترتیب تقریباً 340 W / m² است. از آن‌جا که میزان جذب با مکان و همچنین با دگرگونی‌های روزانه، فصلی و سالانه مقداری متفاوت است، رقم‌های ذکر شده میانگین دراز مدت، به‌طور معمول نتیجهٔ اندازه‌گیری‌های متعدد ماهواره‌ای است.
از 340 W / m² تابش خورشیدی که به زمین می‌رسد، به‌طور متوسط 77 W / m² آن در برخورد با ابر و اتمسفر به فضا بازگردانده می‌گردد و 23 W / m² دیگر را سپیدایی سطح منعکس می‌کند، که 240 W / m² در هر متر مربع از انرژی خورشیدی برای بودجه انرژی زمین باقی می‌ماند و این یک میانگین سپیدایی خالص ۰٫۲۹ به زمین می‌دهد.

### گرمای داخلی زمین و دیگر اثربخشی‌های اندک
شار گرمای زمین از درون زمین به ۴۷ تراوات تخمین زده می‌شود و این انرژی تقریباً به‌طور مساوی بین گرمای ناشی از واپاشی هسته‌ای و دمای باقی‌مانده از شکل‌گیری زمین تقسیم می‌شود. این مقدار که به ۰٫۰۸۷ وات در هر متر مربع می‌رسد، تنها ۰٫۰۲۷٪ از بودجه کل انرژی سطح سیارهٔ زمین را تشکیل می‌دهد؛ در مقایسه با ۱۷۳٬۰۰۰ تراوات از پرتوهای خورشیدی دریافتی، که نسبتی ناچیز است.
تولید جهانی انرژی بشری در حدود ۱۸ تراوات، از این هم پایین‌تر است.
فتوسنتز اثر بزرگتری دارد: اثربخشی فتوسنتزی در گیاهان تا ۲٪ تابش نور خورشید که به گیاه برخورد می‌کند را به تولید پایه تبدیل می‌کند. ۱۰۰ تا ۱۴۰ تراوات (یا حدود ۰٫۰۸٪) از انرژی اولیه توسط فرایند فتوسنتز جذب می‌شود و به گیاهان انرژی می‌بخشد.
دیگر منابع انرژی اندک؛ از جمله، جمع شدن گرد و غبار بین سیاره‌ای و باد خورشیدی، نور ستارگان دیگر به‌غیر از خورشید و تابش حرارتی از فضا، معمولاً در این محاسبه‌ها نادیده گرفته می‌شوند. پیش از این، ژوزف فوریه در مقاله‌ای که اغلب به‌عنوان نخستین اشاره به اثر گلخانه‌ای ذکر شده ادعا کرده بود که تابش اعماق فضا تابش قابل توجهی است.

### تابش امواج بلند
تابش امواج بلند معمولاً به صورت انرژی فروسرخ خروجی که از سیاره به بیرون انتشار می‌یابد تعریف می‌شود. با این حال، اتمسفر در ابتدا بخش‌هایی از آن را جذب می‌کند، یا پوشش ابر می‌تواند تابش را منعکس کند. به‌طور کلی، انرژی گرمایی لایه به لایه بین لایه‌های سطح سیاره؛ زمین و اقیانوس، به جو منتقل می‌شود. این انتقال با شارهای تبخیر و تعرق و گرمای نهان یا فرایندهای رسانش گرمایی / همرفت انجام می‌شود. در نهایت، انرژی به صورت موج پرتوهای مادون قرمز به فضا برگردانده می‌شود.
داده‌های ماهواره‌ای اخیر حاکی از تشدید بارش اضافی است که با افزایش انرژی خروجی سطحی زمین از راه تبخیر (شار گرمای نهان)، پدیده‌ای پایدار شده، که افزایش ورودی موج‌های بلند به سطح را جبران می‌کند.

## عدم تعادل انرژی زمین
اگر شار انرژی ورودی به زمین برابر با شار انرژی خروجی آن نباشد، گرمای خالص (تفاوت) را سیاره به گرمای خود افزوده یا می‌کاهد؛ (اگر شار ورودی به ترتیب بزرگتر یا کوچکتر از جریان خروجی باشد).

### اندازه‌گیری غیر مستقیم
عدم تعادل باید در گرم شدن یا خنک شدن چیزی (بسته به جهت عدم تعادل) در کرهٔ زمین خود را نشان دهد، و اقیانوس که بزرگترین مخزن حرارتی روی زمین است نامزد اصلی برای اندازه‌گیری در این رابطه است.

### اندازه‌گیری مستقیم
چندین ماهواره به‌طور مستقیم انرژی جذب شده و تابش شده توسط زمین را؛ برای سنجش و بررسی عدم تعادل انرژی، اندازه‌گیری می‌کنند. آزمایش هم‌ارزی تابشی زمین (ERBE) ناسا شامل سه ماهواره است: ماهواره هم‌ارزی تابشی زمین (ERBS)، که در اکتبر ۱۹۸۴ راه‌اندازی شد. NOAA-9، دسامبر ۱۹۸۴ راه اندازی شد، و NOAA-10، در سپتامبر ۱۹۸۶ به فضا پرتاب شد.
امروزه ابزارهای ماهواره‌ای ناسا، تهیه شده توسط CERES، بخشی از سامانه دیده‌بانی زمین ناسا (EOS)، برای اندازه‌گیری تابش خورشیدی و تابش زمین ساخته شده‌اند.